# Jeremiasz (Funtas)
Jeremiasz, imię świeckie Jeremias Funtas (ur. 1941 w Nafpaktos, zm. 14 grudnia 2021) – grecki duchowny prawosławny, od 2006 metropolita Gortyny i Megalopolis.

## Życiorys
Święcenia diakonatu przyjął w 1969, a prezbiteratu w 1972. Chirotonię biskupią otrzymał 14 października 2006.